# Assassinato de Rafik Hariri
O Assassinato de Rafic Hariri ocorreu em 14 de fevereiro de 2005, quando o ex-primeiro-ministro do Líbano Rafic Hariri foi morto junto com outras 21 pessoas em uma explosão em Beirute, Líbano. Explosivos equivalentes a cerca de 1.000 kg (2.200 libras) de TNT foram detonados enquanto sua carreata passava perto do St. George Hotel. Entre os mortos estavam vários guarda-costas de Hariri e o ex-ministro da Economia, Bassel Fleihan.
Hariri fazia parte da oposição anti-síria no Líbano. Seu assassinato desencadeou a Revolução dos Cedros, um movimento popular que forçou a Síria a retirar todas as suas tropas no Líbano em abril de 2005. O crime também levou as Nações Unidas a estabelecer o Tribunal Especial para o Líbano para investigar o assassinato. O Tribunal Especial, juntamente com uma investigação independente realizada pelo general de brigada libanês Wissam Al-Hassan, encontrou provas convincentes da responsabilidade do grupo libanês Hezbollah. Um dos investigadores, Wissam Eid, foi assassinado em 2008.
Em agosto de 2020, juízes do Tribunal Especial para o Líbano consideraram Salim Ayyash, um agente de nível médio no Hezbollah, culpado à revelia de cinco acusações, incluindo o assassinato intencional de Hariri com premeditação usando materiais explosivos. Outros três réus foram absolvidos. O painel de juízes concluiu que "não há evidência de que a liderança do Hezbollah tenha qualquer envolvimento no assassinato de Hariri e não há evidência direta de envolvimento sírio." O Hezbollah negou qualquer envolvimento e seu líder, Hassan Nasrallah, recusou-se a permitir a prisão de Ayyash.

## O ataque
Na manhã de 14 de fevereiro, Hariri visitou o parlamento e depois o Café de l'Etoile por cerca de vinte minutos. Ele deixou o café em um comboio de seis carros e seguiu uma rota que foi mantida em segredo até o último minuto. Seis minutos e meio depois de sair do café, quando o comboio se aproximava do St. George Hotel na Corniche, um caminhão-bomba explodiu, destruindo o comboio.
A explosão deixou uma cratera de dez metros de largura na Corniche. Um total de 22 pessoas, incluindo Hariri, foram mortas e outras 220 ficaram feridas. Dezenas de carros foram incendiados, vários prédios foram derrubados e janelas rebentaram.
Hariri foi enterrado, junto com os guarda-costas que morreram no ataque bombista, em um local perto da Mesquita Mohammad Al-Amin.
Uma fita de vídeo encontrada pendurada em uma árvore reivindicou a responsabilidade pela explosão pelo "Grupo Nusra e Jihad na Grande Síria". Esse grupo era desconhecido até então. Uma fita transmitida pela Al Jazeera mostrou um homem barbudo, que se acredita ser um palestino chamado Ahmad Abu Adas, reivindicando o ataque. A casa de Adas foi invadida, mas ele permanece desaparecido. Um relatório da ONU de 2012 sobre o assassinato especulou que ele poderia ser o homem-bomba, mas também cita uma testemunha que disse que Adas não estava envolvido com o atentado. Um relatório de 2015 do The New York Times afirma que a evidência de DNA mostra que Adas não era o bombista, mas foi induzido a fazer o vídeo para culpar os sunitas, e provavelmente foi morto.
O relatório da ONU determinou que a bomba havia sido colocada em um caminhão branco da Mitsubishi Canter, com base em filmagens de circuito interno de televisão de um banco do HSBC  nas proximidades. Provavelmente foi detonado por um bombista suicida no veículo, que teria evadido dos dispositivos de interferência eletrônica do comboio de Hariri. Os investigadores determinaram que o caminhão Mitsubishi havia sido roubado de Sagamihara, Japão, em 12 de outubro de 2004.

## Consequências
Duas semanas após o assassinato, em 28 de fevereiro, o primeiro-ministro Omar Karami entregou a renúncia de seu governo durante um tempestuoso debate parlamentar. A influência da irmã do ex-primeiro-ministro assassinado, Bahiyya Hariri, a crescente pressão estrangeira (particularmente dos Estados Unidos e da França) e os protestos em massa que ocorreram ao mesmo tempo na Praça dos Mártires, perto do Parlamento, podem ter dado uma contribuição decisiva.
Os protestos no Líbano continuariam com a chamada Revolução dos Cedros, onde milhares de pessoas se manifestaram pacificamente contra a ocupação síria do país, o que acabou forçando a Síria a fazer concessões e, sobretudo, a retirar suas tropas do Líbano.
Hariri era bem visto entre os líderes internacionais; por exemplo, era um amigo próximo do presidente francês Jacques Chirac. Poucos o consideravam uma ameaça, devido aos seus laços com a União Europeia (UE) e o Ocidente. Chirac foi um dos primeiros dignitários estrangeiros a oferecer condolências à viúva de Hariri pessoalmente em sua casa em Beirute. O Tribunal Especial para o Líbano também foi criado por sua instigação.
Após a morte de Hariri, houve vários outros ataques bombistas e assassinatos contra figuras anti-sírias. Estes incluíram Samir Kassir, George Hawi, Gebran Tueni, Pierre Amine Gemayel e Walid Eido. Tentativas de assassinato foram feitas contra Elias Murr, May Chidiac e Samir Shehade (que estava investigando a morte de Hariri).